# De Doort
De Doort of kortweg Doort is een natuurgebied ten zuiden van Echt.
Het gebied meet 148 ha en is eigendom van Staatsbosbeheer.
Het gebied is voornamelijk gelegen tussen de Middelsgraaf en de Nieuwe Graaf, die hier samenkomen uit uitmonden in de Geleenbeek. De Doort ligt op de overgang van het laag- naar het middenterras van de Maas.
Het is een afwisselend gebied met loofbos, weilanden en akkers. Ook zijn er plassen die zijn ontstaan ten gevolge van de kleiwinning door de Echter dakpannenfabriek "De Valk" tussen 1920 en 1960, die daarmee een al sinds de late middeleeuwen bestaande traditie van kleiwinning voortzette. Een aantal plassen zijn weer min of meer verland. Ook vond er kleiwinning plaats ten behoeve van de aanleg van de spoorlijn tussen Roermond en Sittard. Een deel der plassen ligt in of nabij een oude Maasmeander.

## Fauna
Ten oosten van de Doorderweg ligt de Boomkikkervijver (1 ha) waarin de Boomkikker zich voortplant. Het betreft een van de grootste populaties van Nederland. Daarnaast is er de kamsalamander. Er komen allerlei watervogels voor, waaronder waterral en dodaars. Verder zijn er bosvogels als nachtegaal, wielewaal en ransuil.

## Flora
Het bos werd vanaf de 2e helft van de 19e eeuw voor hakhoutwinning gebruikt. Na de Tweede Wereldoorlog groeiden de hakhoutstammen uit tot een hoogopgaand bos. De bostypen zijn: eiken-haagbeukenbos en iepenrijk essen-eikenbos. Tot de planten behoren: bosanemoon, boskortsteel, gele dovenetel, muskuskruid, aardbeiganzerik, kleine maagdenpalm, gevlekte aronskelk, slanke sleutelbloem, gulden boterbloem, eenbes, daslook, wilde narcis, groot heksenkruid, reuzenzwenkgras, grootbloemige muur, donkersporig bosviooltje en bleeksporig bosviooltje.
Het gebied is toegankelijk via een aantal wandelpaden.